# تشبي غريغ
تشبي غريغ (بالإنجليزية: Chubby Grigg)‏ هو لاعب كرة قدم أمريكية أمريكي، ولد في 10 يناير 1926 في إل دورادو في الولايات المتحدة، وتوفي في 10 أكتوبر 1983 في أور سيتي في الولايات المتحدة.

## وصلات خارجية
- تشبي غريغ على موقع مرجع كرة القدم المحترفة.كوم (الإنجليزية)